# Увек ћу знати шта сте радили прошлог лета
Увек ћу знати шта сте радили прошлог лета (енгл. I'll Always Know What You Did Last Summer) је амерички хорор филм из 2006. године, режисера Силвана Вајта, са Брук Невин, Дејвидом Питкуом, Тори Девито и Беном Истером у главним улогама. Трећи је филм у серијалу Знам шта сте радили прошлог лета, представља самостални наставак филма Још увек знам шта сте радили прошлог лета (1998), али не укључује ниједног лика из прва два остварења ове франшизе. Радња прати групу тинејџера коју уходи и једно по једно убија мистериозни убица са куком, тачно годину дана након што су прикрили несрећну смрт пријатеља.

## Радња
Дана 4. јула 2005. године, у измишљеном граду Броукен Риџ у Колораду, Амбер Вилијамс, њен дечко Колби Патерсон и њихови пријатељи Зои, Роџер и Пи-Џеј изводе подвалу на градском вашару, у којој се Роџер претвара да је убица познат као „Рибар”. Пи-Џеј скаче са крова и пада на димњак трактора, уместо на душеке који су требали да ублаже његов пад. Јавност верује да је за његову смрт крив Рибар, а пријатељи спаљују доказе и заклињу се да ће тајну понети са собом у гроб.
Годину дана касније, Амбер се враћа у град и сазнаје да Колби никада није искористио стипендију. Одлази у планине где наилази на једног од полицајаца који је био сведок несреће, заменика шерифа Хафнера. Те ноћи, Амбер се буди и види 50 порука на телефону са текстом: „Знам шта сте радили прошлог лета”. Одлази до Зои, која јој дозвољава да преноћи код ње. Следећег дана налазе Роџера и Колбија, али се њих двојица разбесне када им кажу за поруке. Амбер је касније нападнута на жичари од стране некога ко користи куку.
Пијани Роџер размишља о самоубиству куком која је коришћена за подвалу. Када крене да истражи буку коју чује, напада га и убија Рибар. И Колби је нападнут док плива. Када покушају да упозоре Роџера, проналазе га мртвог, поред опроштајног писма и куке. Заменик Хафнер долази и узима њихове изјаве. Када се врате у Амберину кућу, проналазе исечене и залепљене слике из њиховог средњошколског споменара на зиду, које формирају реч „УСКОРО”. Сви заједно остају код Зои, где наилазе на Ленса, Пи-Џејевог рођака, који им показује поруку урезану на свом мотору.
Те вечери, након Зоиног наступа на концерту, њу, Амбер и Ленса напада Рибар. Зои бива избодена и бачена с балкона. Долази шериф, Пи-Џејев отац, али га убија Рибар. Потом у кухињи напада и Колбија, коме куком пробија уста и убија га. Напољу, Амбер и Ленс наилазе на заменика Хафнера, који им открива да му је Роџер испричао за несрећу. Тада се појављује Рибар и пробада Хафнера виљушкаром.
Амбер и Ленс улазе у кола и прегазе Рибара. Он устаје и открива се да је то заправо немртви Бен Вилис, човек који је извршио убиства пре осам година. Бен их напада, али га Амбер повређује куком, након чега нестаје. Амбер и Ленс закључују да га кука може повредити и крећу да се суоче с њим. Бен их прогони до складишта, где се Амбер бори с њим и на крају га пробада у главу и гурне у машину за млевење, убијајући га.
Годину дана касније, Амбер вози кроз пустињу када јој пукне гума. Излази из кола и губи сигнал на телефону. Бен се појављује иза ње и слика нестаје, док се њен врисак прекида звуком куке.

## Улоге
| Глумац            | Улога                     |
| ----------------- | ------------------------- |
| Брук Невин        | Амбер Вилијамс            |
| Дејвид Питку      | Колби Патерсон            |
| Тори Девито       | Зои Ворнер                |
| Бен Истер         | Ленс Џоунс                |
| Сет Пакард        | Роџер Пак                 |
| Родерик Ортон     | Пи-Џеј Дејвис             |
| Мајкл Флин        | Шериф Дејвис              |
| Кеј Си Клајд      | Заменик шерифа Џон Хафнер |
| Бритни Никол Лери | Ким                       |
| Стар Лапоинт      | Кели                      |
| Дон Шанкс         | Бен Вилис / Рибар         |
| Џуниор Ричард     | Лон Перформер             |